# Chris Wolstenholme
Christopher Tony "Chris" Wolstenholme (sinh ngày 2 tháng 12 năm 1978) là một nhạc sĩ người Anh. Anh là tay bass và backing vocal của ban nhạc rock Muse. 

## Thời thơ ấu
Chris Wolstenholme lớn lên tại thị trấn Rotherham của Anh trước khi chuyển đến Teignmouth, Devon. Ở đó anh chơi trống cho ban nhạc post-punk. Các thành viên trong ban nhạc tương lai của anh là Matt Bellamy và Dominic Howard chơi trong một ban nhạc khác, Rocket Baby Dolls. Hai ban nhạc tập dượt trong cùng một tòa nhà. Bellamy và Howard mời Wolstenholme chơi bass trong ban nhạc của họ; Anh đã tự học và ban nhạc được đổi tên thành Muse.

## Muse
Wolstenholme đã viết và hát hai bài hát trong album The 2nd Law , "Liquid State" và "Save Me". Anh nói rằng "Liquid State" viết về con người bạn trở thành khi say và hai người họ đang đánh nhau bên trong bạn như thế nào và nó làm bạn tách rời. 'Save Me' nói về việc bạn có gia đình, vợ và những đứa trẻ, mặc cho tất cả những điều khó khăn mà bạn đã bắt họ trải qua, cuối cùng bạn nhận ra rằng họ vẫn ở đó và họ là những người đã giúp bạn vượt qua. " 

## Cuộc sống cá nhân
Wolstenholme kết hôn với bạn gái Kelly vào ngày 23 tháng 12 năm 2003. Hai vợ chồng có sáu đứa con. [ Cần dẫn nguồn ] Tháng 4 năm 2010, gia đình chuyển đến Foxrock, Hạt Dublin, Ireland.  Năm 2011, họ chuyển đến London trong khi ghi âm album mới. Anh là một người ủng hộ tích cực của Rotherham United, đội bóng đá quê hương anh. Wolstenholme có bằng tiến sĩ danh dự về nghệ thuật của Đại học Plymouth. 
Wolstenholme đã có vấn đề với rượu. Trong năm 2010, ông nói với tờ Times rằng anh đã là một "người nghiện rượu". Trong một cuộc phỏng vấn với Q, anh nói rằng anh đã uống nhiều đến mức có thể nôn ra máu, nhưng anh đã không nắm được tình hình nghiêm trọng này. Ban nhạc đã cố gắng thảo luận về vấn đề uống rượu của anh nhiều lần mà không thành công. Wolstenholme cuối cùng nhận ra rằng rượu có thể lấy đi cuộc sống của mình, như cha của anh.  Anh bắt đầu phục hồi nửa chừng trong suốt thời gian ghi âm album thứ năm của Muse The Resistance .